# Encyocrates raffrayi
Encyocrates raffrayi é uma espécie de aranha pertencente à família Theraphosidae. Endêmica de Madagascar.